# 일관부
일관부(後宮部), 또는 백관부(白官部)는 백제의 관서이다.

## 개요
사비 천도 이후 재정된 백제의 외관 12부 중의 하나로, 천문, 기상, 점술을 담당하였다